# Ка Монтањер (Венеција)
Ка Монтањер (итал. Ca' Montagner) је насеље у Италији у округу Венеција, региону Венето.
Према процени из 2011. у насељу је живело 28 становника. Насеље се налази на надморској висини од -1 м.